# Campeonato Mundial de Ciclismo em Pista de 2005
O CII Campeonato Mundial de Ciclismo em Pista celebrou-se em Los Angeles (Estados Unidos) entre 24 e 27 de março de 2005 baixo a organização da União Ciclista Internacional (UCI) e a organização USA Cycling.
As competições realizaram-se no velódromo ADT Event Center da cidade californiana. Ao todo disputaram-se 15 provas, 9 masculinas e 6 femininas.

## Medalhistas

### Masculino
| Evento                          | Ouro | Prata                                                                               | Bronze                                                                                       |
| ------------------------------- | --- | ----------------------------------------------------------------------------------- | -------------------------------------------------------------------------------------------- |
| Velocidade individual (27.03)   | René Wolff · Alemanha                                                                                   | Mickaël Bourgain · França                                                           | Jobie Dajka · Austrália                                                                      |
| Velocidade por equipas (24.03)  | Reino Unido · Chris Hoy · Jason Queally · Jamie Staff · 44,379                                          | Países Baixos · Theo Bos · Teun Mulder · Tim Veldt · 44,713                         | Alemanha · Matthias John · Stefan Nimke · René Wolff · 44,790                                |
| Perseguição individual (25.03)  | Robert Bartko · Alemanha · 4:27,732                                                                     | Sergi Escobar Roure · Espanha · 4:29,930                                            | Levi Heimans · Países Baixos · 4:30,707                                                      |
| Perseguição por equipas (26.03) | Reino Unido · Stephen Cummings · Robert Hayles · Paul Manning · Chris Newton · Edward Clancy · 4:05,619 | Países Baixos · Levi Heimans · Jens Mouris · Peter Schep · Niki Terpstra · 4:09,971 | Austrália · Matthew Goss · Ashley Hutchinson · Mark Jamieson · Stephen Wooldridge · 4:07,717 |
| 1 km contrarrelógio (25.03)     | Theo Bos · Países Baixos · 1:01,165                                                                     | Jason Queally · Reino Unido · 1:01,230                                              | Chris Hoy · Reino Unido · 1:02,262                                                           |
| Carreira por pontos (24.03)     | Volodymyr Rybin · Ucrânia · 38 pts.                                                                     | Ioannis Tamuridis · Grécia · 36 pts.                                                | Joan Llaneras Roselló · Espanha · 34 pts.                                                    |
| Scratch (26.03)                 | Alex Rasmussen · Dinamarca                                                                              | Gregory Henderson · Nova Zelândia                                                   | Matthew Gilmore · Bélgica                                                                    |
| Keirin (25.03)                  | Teun Mulder · Países Baixos                                                                             | Barry Forde · Barbados                                                              | Shane Kelly · Austrália                                                                      |
| Madison (27.03)                 | Mark Cavendish · Robert Hayles · Reino Unido · 0 pts.                                                   | Robert Slippens · Danny Stam · Países Baixos · 22 (-1) pts.                         | Matthew Gilmore · Iljo Keisse · Bélgica · 20 (-1) pts.                                       |

### Feminino
| Evento                         | Ouro                                        | Prata                                  | Bronze                                    |
| ------------------------------ | ------------------------------------------- | -------------------------------------- | ----------------------------------------- |
| Velocidade individual (26.03)  | Victoria Pendleton · Reino Unido            | Tamila Abasova · Rússia                | Anna Meares · Austrália                   |
| Perseguição individual (26.03) | Katie Mactier · Austrália · 3:38,720        | Katherine Bates · Austrália · 3:42,848 | Karin Thürig · Suíça · 3:45,490           |
| 500 m contrarrelógio (24.03)   | Natalia Tsylinskaya · Bielorrússia · 34,738 | Anna Meares · Austrália · 34,752       | Yvonne Hijgenaar · Países Baixos · 34,928 |
| Carreira por pontos (25.03)    | Lado Carrara · Itália · 31 pts.             | Olga Sliusareva · Rússia · 29 pts.     | Katherine Bates · Austrália · 21 pts.     |
| Scratch (27.03)                | Olga Sliusareva · Rússia                    | Katherine Bates · Austrália            | Liudmyla Vypyrailo · Ucrânia              |
| Keirin (27.03)                 | Clara Sanchez · França                      | Elisa Frisoni · Itália                 | Yvonne Hijgenaar · Países Baixos          |

## Medalheiro
| Ordem | País          | Medalha de ouro | Medalha de prata | Medalha de bronze | Total |
| ----- | ------------- | --------------- | ---------------- | ----------------- | ----- |
| 1     | Reino Unido   | 4               | 1                | 1                 | 6     |
| 2     | Países Baixos | 2               | 3                | 3                 | 8     |
| 3     | Alemanha      | 2               | 0                | 1                 | 3     |
| 4     | Austrália     | 1               | 3                | 5                 | 9     |
| 5     | Rússia        | 1               | 2                | 0                 | 3     |
| 6     | França        | 1               | 1                | 0                 | 2     |
| 6     | Itália        | 1               | 1                | 0                 | 2     |
| 8     | Ucrânia       | 1               | 0                | 1                 | 2     |
| 9     | Bielorrússia  | 1               | 0                | 0                 | 1     |
| 9     | Dinamarca     | 1               | 0                | 0                 | 1     |
| 11    | Espanha       | 0               | 1                | 1                 | 2     |
| 12    | Barbados      | 0               | 1                | 0                 | 1     |
| 12    | Grécia        | 0               | 1                | 0                 | 1     |
| 12    | Nova Zelândia | 0               | 1                | 0                 | 1     |
| 15    | Bélgica       | 0               | 0                | 2                 | 2     |
| 16    | Suíça         | 0               | 0                | 1                 | 1     |
|       | TOTAL         | 15              | 15               | 15                | 45    |